# Campeonato Mundial de Media Maratón de 2005
El Campeonato Mundial de Media Maratón Edmonton 2005 fue una competición de media maratón organizada por la Asociación Internacional de Federaciones de Atletismo (IAAF en inglés). La decimocuarta edición tuvo lugar el 1 de octubre de 2005 en la ciudad de Edmonton, Canadá, y contó con la participación de 156 atletas provenientes de 43 países. La carrera masculina comenzó a las 11:30 tiempo local, mientras que la femenina dio inicio a las 13:00 horas.

## Medallero
| Evento                  | Oro                                          | Plata                                    | Bronce                        |
| ----------------------- | -------------------------------------------- | ---------------------------------------- | ----------------------------- |
| Individual              |                                              |                                          |                               |
| Media maratón masculina | Fabiano Joseph Tanzania 1:01:08              | Mubarak Hassan Shami Catar 1:01:09       | Yonas Kifle Eritrea 1:01:13   |
| Media maratón femenina  | Constantina Diţă-Tomescu · Rumania · 1:09:17 | Lornah Kiplagat · Países Bajos · 1:10:19 | Susan Chepkemei Kenia 1:10:20 |
| Por equipos             |                                              |                                          |                               |
| Media maratón masculina | Etiopía 3:06:18                              | Eritrea 3:07:05                          | Japón 3:08:30                 |
| Media maratón femenina  | Rumania 3:31:00                              | Rusia 3:33:05                            | Japón 3:35:42                 |

## Resultados

### Media maratón masculina

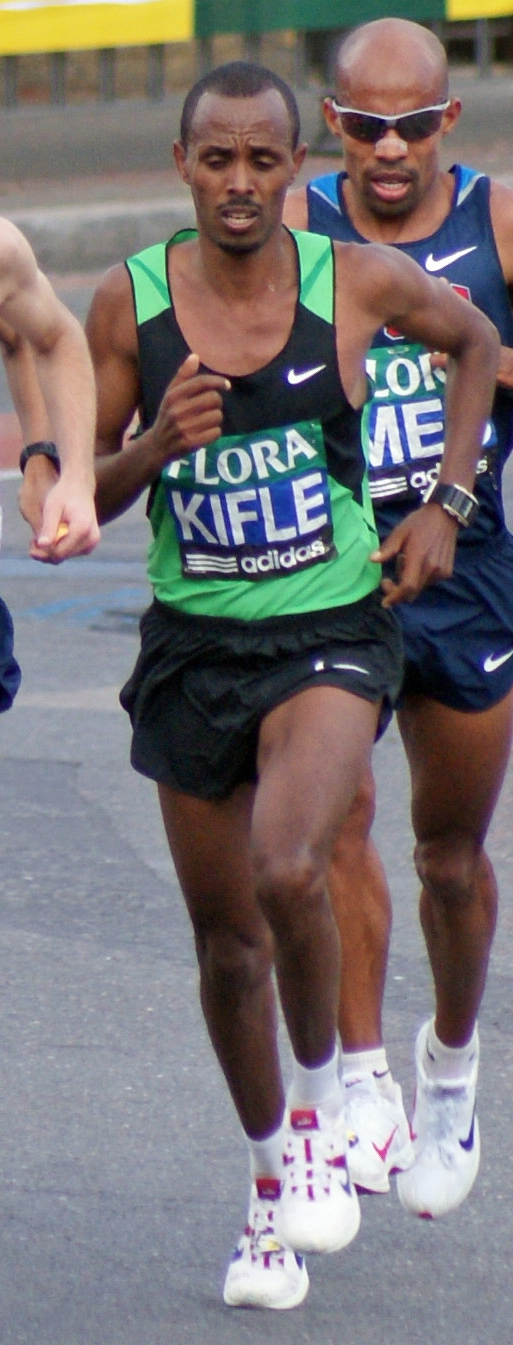
Yonas Kifle, ganador de la medalla de bronce en la media maratón masculina (imagen de la Maratón de Londres).

Los resultados de la carrera de media maratón masculina fueron los siguientes:
| Pos.                                | Nombre                | País                     | Tiempo  | Notas           |
| ----------------------------------- | --------------------- | ------------------------ | ------- | --------------- |
| Medalla de oro, Juegos Olímpicos    | Fabiano Joseph        | Tanzania                 | 1:01:08 |                 |
| Medalla de plata, Juegos Olímpicos  | Mubarak Hassan Shami  | Catar                    | 1:01:09 | Récord nacional |
| Medalla de bronce, Juegos Olímpicos | Yonas Kifle           | Eritrea                  | 1:01:13 |                 |
| 4                                   | Sileshi Sihine        | Etiopía                  | 1:01:14 |                 |
| 5                                   | Abebe Dinkessa        | Etiopía                  | 1:01:53 | Personal Best   |
| 6                                   | John Yuda             | Tanzania                 | 1:02:11 |                 |
| 7                                   | James Mwangi Macharia | Kenia                    | 1:02:25 |                 |
| 8                                   | Kazuo Ietani          | Japón                    | 1:02:26 |                 |
| 9                                   | Yared Asmeron         | Eritrea                  | 1:02:44 |                 |
| 10                                  | Norman Dlomo          | Sudáfrica                | 1:02:45 |                 |
| 11                                  | Takayuki Matsumiya    | Japón                    | 1:02:45 |                 |
| 12                                  | Tesfayohannes Mesfen  | Eritrea                  | 1:03:08 | Personal Best   |
| 13                                  | Lishan Yegezu         | Etiopía                  | 1:03:11 |                 |
| 14                                  | Wilson Busienei       | Uganda                   | 1:03:12 |                 |
| 15                                  | Ryan Shay             | Estados Unidos           | 1:03:13 |                 |
| 16                                  | Paul Kimaiyo          | Kenia                    | 1:03:17 |                 |
| 17                                  | Takanobu Otsubo       | Japón                    | 1:03:19 |                 |
| 18                                  | Solomon Tsige         | Etiopía                  | 1:03:23 |                 |
| 19                                  | Sultán Khamis Zaman   | Catar                    | 1:03:31 |                 |
| 20                                  | Jason Hartmann        | Estados Unidos           | 1:03:32 |                 |
| 21                                  | Julius Kibet          | Kenia                    | 1:03:50 |                 |
| 22                                  | Antonio Peña          | España                   | 1:03:52 |                 |
| 23                                  | Ahmed Jumaa Jaber     | Catar                    | 1:04:06 | Personal Best   |
| 24                                  | Yoshihiro Yamamoto    | Japón                    | 1:04:15 |                 |
| 25                                  | Gilbert Okari         | Kenia                    | 1:04:17 |                 |
| 26                                  | Ayele Setegne         | Israel                   | 1:04:21 |                 |
| 27                                  | Sylvester Moleko      | Sudáfrica                | 1:04:33 |                 |
| 28                                  | Keenetse Moswasi      | Botsuana                 | 1:04:42 |                 |
| 29                                  | Julio César Pérez     | México                   | 1:04:49 | Personal Best   |
| 30                                  | Matt Downin           | Estados Unidos           | 1:04:53 |                 |
| 31                                  | Jeffrey Gwebu         | Sudáfrica                | 1:04:57 |                 |
| 32                                  | Fabio Mascheroni      | Italia                   | 1:04:57 |                 |
| 33                                  | Jason Lehmkuhle       | Estados Unidos           | 1:04:58 |                 |
| 34                                  | Odilón Cuahutle       | México                   | 1:04:59 |                 |
| 35                                  | Brett Cartwright      | Australia                | 1:05:10 |                 |
| 36                                  | José Souza            | Brasil                   | 1:05:24 | Personal Best   |
| 37                                  | Fernando Rey          | España                   | 1:05:28 |                 |
| 38                                  | Javier Cortés         | España                   | 1:05:36 |                 |
| 39                                  | Kaelo Mosalagae       | Botsuana                 | 1:05:58 | Personal Best   |
| 40                                  | Nicholas Kemboi       | Catar                    | 1:06:04 |                 |
| 41                                  | Toshihiro Iwasa       | Japón                    | 1:06:14 |                 |
| 42                                  | Luis Collazo          | Puerto Rico              | 1:06:15 |                 |
| 43                                  | José Eloy             | Brasil                   | 1:06:17 |                 |
| 44                                  | Jeremy Deere          | Canadá                   | 1:06:19 | Season Best     |
| 45                                  | Raúl Mora             | Chile                    | 1:06:20 |                 |
| 46                                  | Carlos Jaramillo      | Chile                    | 1:06:22 |                 |
| 47                                  | Matthew McInnes       | Canadá                   | 1:06:28 | Season Best     |
| 48                                  | César Lam             | Puerto Rico              | 1:06:30 |                 |
| 49                                  | Mike Morgan           | Estados Unidos           | 1:06:46 |                 |
| 50                                  | Ndabili Bashingili    | Botsuana                 | 1:06:47 |                 |
| 51                                  | Nicolás Kiprono       | Uganda                   | 1:06:59 |                 |
| 52                                  | Andrew Smith          | Canadá                   | 1:07:23 |                 |
| 53                                  | Asaf Bimro            | Israel                   | 1:07:46 |                 |
| 54                                  | Anuradha Cooray       | Sri Lanka                | 1:08:02 |                 |
| 55                                  | Miguel Ángel Gamonal  | España                   | 1:08:09 |                 |
| 56                                  | Bat-Ochir Ser-Od      | Mongolia                 | 1:08:12 | Récord nacional |
| 57                                  | James Kibet           | Uganda                   | 1:08:36 |                 |
| 58                                  | Leonidas Rivadeneira  | Chile                    | 1:08:52 |                 |
| 59                                  | Egide Manirakiza      | Burundi                  | 1:09:19 |                 |
| 60                                  | Róbert Štefko         | República Checa          | 1:09:32 |                 |
| 61                                  | Mukat Derbe           | Israel                   | 1:09:36 |                 |
| 62                                  | Kabo Gabaseme         | Botsuana                 | 1:09:56 |                 |
| 63                                  | Coolboy Ngamole       | Sudáfrica                | 1:10:00 |                 |
| 64                                  | Ernest Ndjissipou     | República Centroafricana | 1:10:01 |                 |
| 65                                  | Linos Chintali        | Zambia                   | 1:10:11 |                 |
| 66                                  | Mark Bomba            | Canadá                   | 1:10:39 |                 |
| 67                                  | Wodage Zvadya         | Israel                   | 1:11:09 |                 |
| 68                                  | Ryan Day              | Canadá                   | 1:11:20 |                 |
| 69                                  | Frederic Burquier     | Polinesia Francesa       | 1:11:30 | Personal Best   |
| 70                                  | Rupert Green          | Jamaica                  | 1:12:59 | Récord nacional |
| 71                                  | Gregory McKenzie      | Jamaica                  | 1:13:27 | Personal Best   |
| 72                                  | Marcel Tschopp        | Liechtenstein            | 1:13:57 |                 |
| 73                                  | Curtis Cox            | Trinidad y Tobago        | 1:14:52 |                 |
| 74                                  | Samson Kiflemariam    | Eritrea                  | 1:14:56 |                 |
| 75                                  | Andrew Gutzmore       | Jamaica                  | 1:14:56 | Personal Best   |
| 76                                  | Fouly Salem           | Egipto                   | 1:15:03 |                 |
| 77                                  | Richard Jones         | Trinidad y Tobago        | 1:17:30 |                 |
| 78                                  | Kun Sio Pan           | Macao                    | 1:17:42 |                 |
| 79                                  | Lindson Lynch         | Dominica                 | 1:18:09 |                 |
| 80                                  | Kani Simons           | Sudáfrica                | 1:19:32 |                 |
| 81                                  | Michael Alexander     | Trinidad y Tobago        | 1:24:07 |                 |
| —                                   | Elson Gracioli        | Brasil                   | DNF     |                 |
| —                                   | Jean-Paul Niyonsaba   | Burundi                  | DNF     |                 |
| —                                   | Eric Quiros           | Costa Rica               | DNF     |                 |
| —                                   | El Hassan Lahssini    | Francia                  | DNF     |                 |
| —                                   | Ali Al-Dawoodi        | Catar                    | DNF     |                 |
| —                                   | Alex Malinga          | Uganda                   | DNF     |                 |
| —                                   | Roath Ban             | Camboya                  | DNS     |                 |
| —                                   | Abebe Mekonnen        | Etiopía                  | DNS     |                 |
| —                                   | Osama S. Mabrouk      | Palestina                | DNS     |                 |

### Media maratón femenina

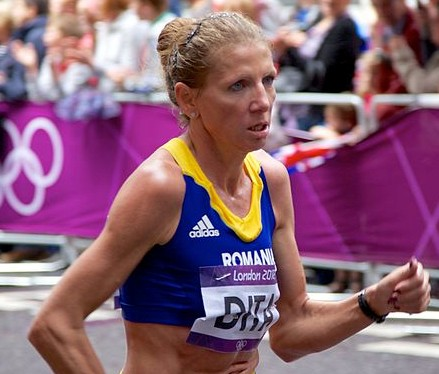
Constantina Tomescu, la atleta rumana que triunfó en la media maratón femenina (imagen de 2012).

Los resultados de la carrera de media maratón femenina fueron los siguientes:
| Pos.                                | Nombre                  | País           | Tiempo  | Notas           |
| ----------------------------------- | ----------------------- | -------------- | ------- | --------------- |
| Medalla de oro, Juegos Olímpicos    | Constantina Tomescu     | Rumania        | 1:09:17 | Season Best     |
| Medalla de plata, Juegos Olímpicos  | Lornah Kiplagat         | Países Bajos   | 1:10:19 | Season Best     |
| Medalla de bronce, Juegos Olímpicos | Susan Chepkemei         | Kenia          | 1:10:20 |                 |
| 4                                   | Galina Bogomolova       | Rusia          | 1:10:34 | Personal Best   |
| 5                                   | Mihaela Botezan         | Rumania        | 1:10:36 | Season Best     |
| 6                                   | Madaí Pérez             | México         | 1:10:37 | Personal Best   |
| 7                                   | Lidiya Grigoryeva       | Rusia          | 1:11:01 | Season Best     |
| 8                                   | Nuța Olaru              | Rumania        | 1:11:07 |                 |
| 9                                   | Merima Hashim           | Etiopía        | 1:11:09 | Personal Best   |
| 10                                  | Adriana Pirtea          | Rumania        | 1:11:10 |                 |
| 11                                  | Irina Timofeyeva        | Rusia          | 1:11:30 |                 |
| 12                                  | Terumi Asoshina         | Japón          | 1:11:45 |                 |
| 13                                  | Hiromi Ominami          | Japón          | 1:11:57 |                 |
| 14                                  | Yoko Yagi               | Japón          | 1:12:00 |                 |
| 15                                  | Derartu Tulu            | Etiopía        | 1:12:12 |                 |
| 16                                  | Caroline Kilel          | Kenia          | 1:12:13 | Season Best     |
| 17                                  | Akane Taira             | Japón          | 1:12:23 |                 |
| 18                                  | Mara Yamauchi           | Reino Unido    | 1:12:40 |                 |
| 19                                  | Letay Nagash            | Etiopía        | 1:12:43 |                 |
| 20                                  | Nina Rillstone          | Nueva Zelanda  | 1:13:03 |                 |
| 21                                  | Lioudmila Kortchaguina  | Canadá         | 1:13:15 |                 |
| 22                                  | Sisay Measo             | Etiopía        | 1:13:35 | Personal Best   |
| 23                                  | Deborah Toniolo         | Italia         | 1:13:36 |                 |
| 24                                  | Hayley Haining          | Reino Unido    | 1:13:39 |                 |
| 25                                  | Susan Partridge         | Reino Unido    | 1:13:49 |                 |
| 26                                  | Živilė Balčiūnaitė      | Lituania       | 1:13:54 |                 |
| 27                                  | Luminița Talpoș         | Rumania        | 1:14:01 |                 |
| 28                                  | Nicole Stevenson        | Canadá         | 1:14:26 |                 |
| 29                                  | Anastasiya Padalinskaya | Bielorrusia    | 1:14:26 | Personal Best   |
| 30                                  | Alina Ivanova           | Rusia          | 1:14:27 |                 |
| 31                                  | Vincenza Sicari         | Italia         | 1:14:33 |                 |
| 32                                  | Lauren Shelley          | Australia      | 1:14:36 |                 |
| 33                                  | Tara Quinn-Smith        | Canadá         | 1:14:58 |                 |
| 34                                  | Josephine Deemay        | Tanzania       | 1:15:07 |                 |
| 35                                  | Christelle Daunay       | Francia        | 1:15:27 |                 |
| 36                                  | Carmen Oliveras         | Francia        | 1:15:42 |                 |
| 37                                  | Ivana Iozzia            | Italia         | 1:15:46 |                 |
| 38                                  | Laura Turner            | Estados Unidos | 1:16:11 |                 |
| 39                                  | Tina Connelly           | Canadá         | 1:16:12 |                 |
| 40                                  | María Luisa Lárraga     | España         | 1:16:12 |                 |
| 41                                  | Dolores Pulido          | España         | 1:16:19 |                 |
| 42                                  | Rosângela Faria         | Brasil         | 1:16:28 |                 |
| 43                                  | Jenny Spangler          | Estados Unidos | 1:16:41 |                 |
| 44                                  | Rosa Barbosa            | Brasil         | 1:16:48 |                 |
| 45                                  | María José Pueyo        | España         | 1:16:50 |                 |
| 46                                  | Stephanie Bylander      | Estados Unidos | 1:16:58 |                 |
| 47                                  | Yesenia Centeno         | España         | 1:17:48 |                 |
| 48                                  | Dorothy McMaham         | Estados Unidos | 1:18:44 |                 |
| 49                                  | Lisa Harvey             | Canadá         | 1:19:03 |                 |
| 50                                  | Alla Zhilyayeva         | Rusia          | 1:19:25 |                 |
| 51                                  | Marcella Mancini        | Italia         | 1:19:30 |                 |
| 52                                  | Debbie Robinson / Mason | Reino Unido    | 1:19:32 |                 |
| 53                                  | Michelle Lafleur        | Estados Unidos | 1:20:36 |                 |
| 54                                  | Lourdes Cruz            | Puerto Rico    | 1:22:04 |                 |
| 55                                  | Nili Avramski           | Israel         | 1:22:34 |                 |
| 56                                  | Feri Marince Subnafeu   | Indonesia      | 1:23:41 | Récord nacional |
| 57                                  | Yolanda Mercado         | Puerto Rico    | 1:25:09 |                 |
| 58                                  | Kerstin Mennenga        | Liechtenstein  | 1:25:29 |                 |
| 59                                  | Vivian Tang             | Singapur       | 1:26:50 | Récord nacional |
| 60                                  | Mable Chiwama           | Zambia         | 1:28:45 |                 |
| 61                                  | Tamica Thomas           | Jamaica        | 1:31:41 | Récord nacional |
| 62                                  | Merrecia James          | Jamaica        | 1:31:54 | Personal Best   |
| 63                                  | Chao Fong Leng          | Macao          | 1:35:08 | Récord nacional |
| 64                                  | Mona Mahmoud            | Egipto         | 1:36:55 |                 |
| —                                   | Eyerusalem Kuma         | Etiopía        | DNF     |                 |
| —                                   | Zahia Dahmani           | Francia        | DNF     |                 |
| —                                   | Hafida Gadi-Richard     | Francia        | DNF     |                 |
| —                                   | Arieta Martin           | Jamaica        | DNF     |                 |
| —                                   | Salina Kosgei           | Kenia          | DNF     |                 |
| —                                   | Selenge Avdiigerel      | Mongolia       | DNS     |                 |
| —                                   | Zuleima Amaya           | Venezuela      | DNS     |                 |

## Resultados por equipos

### Media maratón masculina
La clasificación final por equipos de la carrera de media maratón masculina fue la siguiente:
| Rank                                | País              | Tiempo  | Equipo                                                     |
| ----------------------------------- | ----------------- | ------- | ---------------------------------------------------------- |
| Medalla de oro, Juegos Olímpicos    | Etiopía           | 3:06:18 | Sileshi Sihine Abebe Dinkessa Lishan Yegezu                |
| Medalla de plata, Juegos Olímpicos  | Eritrea           | 3:07:05 | Yonas Kifle Yared Asmeron Tesfayohannes Mesfen             |
| Medalla de bronce, Juegos Olímpicos | Japón             | 3:08:30 | Kazuo Ietani Takayuki Matsumiya Takanobu Otsubo            |
| 4                                   | Catar             | 3:08:46 | Mubarak Hassan Shami Sultán Khamis Zaman Ahmed Jumaa Jaber |
| 5                                   | Kenia             | 3:09:32 | James Mwangi Macharia Paul Kimaiyo Julius Kibet            |
| 6                                   | Estados Unidos    | 3:11:38 | Ryan Shay Jason Hartmann Matt Downin                       |
| 7                                   | Sudáfrica         | 3:12:15 | Norman Dlomo Sylvester Moleko Jeffrey Gwebu                |
| 8                                   | España            | 3:14:56 | Antoni Peña Picó]] Fernando Rey Javier Cortés              |
| 9                                   | Botsuana          | 3:17:27 | Keenetse Moswasi Kaelo Mosalagae Ndabili Bashingili        |
| 10                                  | Uganda            | 3:18:47 | Wilson Busienei Nicolás Kiprono James Kibet                |
| 11                                  | Canadá            | 3:20:10 | Jeremy Deere Matthew McInnes Andrew Smith                  |
| 12                                  | Chile             | 3:21:34 | Raúl Mora Carlos Jaramillo Leonidas Rivadeneira            |
| 13                                  | Israel            | 3:21:43 | Ayele Setegne Asaf Bimro Mukat Derbe                       |
| 14                                  | Jamaica           | 3:41:22 | Rupert Green Gregory McKenzie Andrew Gutzmore              |
| 15                                  | Trinidad y Tobago | 3:56:29 | Curtis Cox Richard Jones Michael Alexander                 |
| —                                   | Brasil            | DNF     | José Souza José Eloy Elson Gracioli                        |

### Media maratón femenina
La clasificación final por equipos de la carrera de media maratón femenina fue la siguiente:
| Pos.                                | País           | Tiempo  | Equipo                                                  |
| ----------------------------------- | -------------- | ------- | ------------------------------------------------------- |
| Medalla de oro, Juegos Olímpicos    | Rumania        | 3:31:00 | Constantina Tomescu Mihaela Botezan Nuța Olaru          |
| Medalla de plata, Juegos Olímpicos  | Rusia          | 3:33:05 | Galina Bogomolova Lidiya Grigoryeva Irina Timofeyeva    |
| Medalla de bronce, Juegos Olímpicos | Japón          | 3:35:42 | Terumi Asoshina Hiromi Ominami Yoko Yagi                |
| 4                                   | Etiopía        | 3:36:04 | Merima Hashim Derartu Tulu Letay Nagash                 |
| 5                                   | Reino Unido    | 3:40:08 | Mara Yamauchi Hayley Haining Susan Partridge            |
| 6                                   | Canadá         | 3:42:39 | Lioudmila Kortchguina Nicole Stevenson Tara Quinn-Smith |
| 7                                   | Italia         | 3:43:55 | Deborah Toniolo Vincenza Sicari Ivana Iozzia            |
| 8                                   | España         | 3:49:21 | María Luisa Lárraga Dolores Pulido María José Pueyo     |
| 9                                   | Estados Unidos | 3:49:50 | Laura Turner Jenny Spangler Stephanie Bylander          |
| —                                   | Francia        | DNF     | Christelle Daunay Carmen Oliveras Zahia Dahmani         |
| —                                   | Jamaica        | DNF     | Tamica Thomas Merrecia James Arieta Martin              |
| —                                   | Kenia          | DNF     | Susan Chepkemei Caroline Kilel Salina Kosgei            |

## La participación
El número de participantes en el campeonato fue de 156 atletas (87 hombres y 69 mujeres) procedentes de 43 países. A pesar de haber anunciado los atletas de  Camboya,  Palestina y  Venezuela no se presentaron.
- Australia
- Bielorrusia
- Botsuana
- Brasil
- Burundi
- Canadá
- Chile
- Catar
- Costa Rica
- Dominica
- Egipto
- Eritrea
- España
- Estados Unidos
- Etiopía
- Francia
- Indonesia
- Israel
- Italia
- Jamaica
- Japón
- Kenia
- Liechtenstein
- Lituania
- Macao
- México
- Mongolia
- Nueva Zelanda
- Países Bajos
- Polinesia Francesa
- Puerto Rico
- Reino Unido
- República Centroafricana
- República Checa
- Rumania
- Rusia
- Singapur
- Sudáfrica
- Sri Lanka
- Tanzania
- Trinidad y Tobago
- Uganda
- Zambia